# Amina Bettiche
Amina Bettiche (arabisch أمينة بطيش, DMG Amīna Baṭīš; * 14. Dezember 1987) ist eine algerische Leichtathletin, die sich auf den Hindernislauf spezialisiert hat und auch im Mittelstreckenlauf an den Start geht.

## Sportliche Laufbahn
Erste internationale Erfahrungen sammelte Amina Bettiche bei den Crosslauf-Weltmeisterschaften 2005 in Saint-Étienne, bei denen sie nach 22:43 min auf dem 33. Platz im U20-Rennen einlief. Im Jahr darauf gelangte sie bei den Crosslauf-Weltmeisterschaften in Fukuoka mit 22:48 min auf Rang 65 und 2009 nahm sie an der Sommer-Universiade in Belgrad teil und schied dort mit 2:18,69 min in der ersten Runde im 800-Meter-Lauf aus und kam auch über 1500 Meter mit 4:21,98 min nicht über die Vorrunde hinaus. 2011 startete sie im 1500-Meter-Lauf bei den Studentenweltspielen in Shenzhen und verpasste dort mit 4:33,36 min den Finaleinzug. Anschließend gewann sie bei den Arabischen Meisterschaften in al-Ain in 2:09,53 min die Bronzemedaille über 800 Meter hinter der Bahrainerin Genzeb Shumi und Malika Akkaoui aus Marokko und auch über 1500 Meter gewann sie in 4:23,24 min die Bronzemedaille hinter Shumi und Alia Saeed Mohammed aus den Vereinigten Arabischen Emiraten. Im Dezember wurde sie bei den Panarabischen Spielen in Doha in 4:26,61 min Vierte über 1500 Meter und gelangte mit 2:15,15 min auf Rang fünf über 800 Meter. 2013 sicherte sie sich bei den Arabischen Meisterschaften ebendort in 9:59,49 min die Bronzemedaille über 3000 m Hindernis hinter der Marokkanerin Salima Elouali Alami und Ruth Jebet aus Bahrain und anschließend siegte sie in 9:40,71 min bei den Mittelmeerspielen in Mersin. Im August schied sie bei den Weltmeisterschaften in Moskau mit 9:45,50 min im Vorlauf aus und siegte dann in 10:05,63 min bei den Islamic Solidarity Games in Palembang. Im Jahr darauf kam sie bei den Afrikameisterschaften in Marrakesch im Hindernislauf nicht ins Ziel. Bei den Crosslauf-Weltmeisterschaften 2015 in Guiyang gelangte sie mit 28:40 min auf Rang 26 und im August verpasste sie bei den Weltmeisterschaften in Peking mit 9:36,10 min den Finaleinzug. Anschließend nahm sie an den Afrikaspielen in Brazzaville teil und belegte dort in 10:29,22 min den siebten Platz. Im Jahr darauf startete sie bei den Olympischen Sommerspielen in Rio de Janeiro und kam dort mit 10:26,91 min nicht über die Vorrunde hinaus. 
Bei den Crosslauf-Weltmeisterschaften 2017 in Kampala lief sie nach 36:46 min auf Rang 53 ein und im Mai gewann sie bei den Islamic Solidarity Games in Baku mit neuem Landesrekord von 9:25,90 min die Silbermedaille im Hindernislauf hinter der Bahrainerin Ruth Jebet und über 1500 Meter sicherte sie sich in 4:21,29 min die Bronzemedaille hinter der Marokkanerin Rababe Arafi und Meryem Akdağ aus der Türkei. Anschließend gewann sie bei den Arabischen Meisterschaften in Radès in 9:58,44 min die Silbermedaille über 3000 m Hindernis hinter der Tunesierin Habiba Ghribi und über 1500 Meter wurde sie in 4:31,58 min Vierte. Im August schied sie dann bei den Weltmeisterschaften in London mit 9:53,06 min erneut im Vorlauf aus. 2022 startete sie erneut bei den Mittelmeerspielen in Oran und belegte dort in 9:37,18 min den vierten Platz im Hindernislauf und gelangte mit 4:18,55 min auf Rang neun über 1500 Meter. Anschließend wurde sie bei den Islamic Solidarity Games in Konya mit 10:22,32 min Vierte im Hindernislauf. Im Jahr darauf siegte sie in 2:28:30 h beim Marathon in Castellón und kam im August bei den Weltmeisterschaften in Budapest nicht ins Ziel.
In den Jahren von 2010 bis 2012 und von 2014 bis 2016 und 2022 wurde Bettiche algerische Meisterin im 1500-Meter-Lauf sowie 2011 auch über 800 Meter. Zudem siegte sie 2012, 2019 und 2022 über 3000 m Hindernis.

## Persönliche Bestzeiten
- 800 Meter: 2:09,53 min, 27. Oktober 2011 in al-Ain
- 1500 Meter: 4:14,91 min, 30. Juni 2016 in Barcelona
- 3000 Meter: 9:27,62 min, 14. Juni 2015 in Rabat
- Marathon: 2:28:30 h, 26. Februar 2023 in Castellón de la Plana
- 3000 m Hindernis: 9:25,90 min, 17. Mai 2017 in Baku (algerischer Rekord)